# Garry Ringrose
Pour les articles homonymes, voir Ringrose.

a Compétitions nationales et continentales officielles uniquement.

b Matchs officiels uniquement.
Dernière mise à jour le 22 octobre 2024.
Garry Ringrose est un joueur international irlandais de rugby à XV jouant au poste de centre avec le Leinster depuis 2015 et en équipe d'Irlande depuis 2016.

## Biographie

### Jeunesse et formation
Garry Ringrose est né le 26 janvier 1995 à Blackrock, un quartier de Dublin. Il va à l'école du quartier, où il joue au rugby avec les Blackrock College RFC avec qui il remporte la Leinster Schools Cup en 2013. Il rejoint ensuite la University College Dublin.

### Carrière professionnelle
Garry Ringrose fait ses débuts professionnels avec sa province natale du Leinster le 12 septembre 2015, profitant des absences des internationaux pour la coupe du monde 2015, tel que Luke Fitzgerald, face aux Cardiff Blues. Il inscrit son premier essai professionnelle quelques semaines plus tard, le 3 octobre, face aux Newport Gwent Dragons. À la fin de la saison, il est titularisé aux côtés de Ben Te'o pour la finale du Pro12 face au Connacht.
La saison suivante, il est retenu dans le groupe irlandais pour les tests matches du mois de novembre. Il connait ainsi sa première sélection international face aux néo-zélandais à Chicago, match qui voit pour la première fois le XV du Trèfle battre les All Blacks (40 à 29). Il inscrit son premier essai international pour le match de clôture de la tournée face aux Wallabies à l'Aviva Stadium de Dublin.
En 2021-2022, sa province, le Leinster, se qualifie dans un premier temps en finale de la Coupe d'Europe après avoir éliminé le Connacht, Leicester et le Stade toulousain. En finale, face au Stade rochelais, il est titulaire mais son équipe est battue sur le score de 21 à 24. En United Rugby Championship, le Leinster est éliminé en demi-finale par l'équipe sud-africaine des Bulls.
Encore une fois en 2022-2023, son équipe est dans un premier temps éliminée en demi-finale du United Rugby Championship par le Munster qui remportera la compétition. Toutefois, la province se qualifie en finale de la Champions Cup où elle affronte le Stade rochelais pour la seconde année consécutive. Pour cette rencontre, Garry Ringrose est titulaire mais les Rochelais l'emportent une fois de plus, sur le score de 27 à 26. Il perd ainsi sa deuxième finale dans la compétition en deux ans,. Il est aussi nommé pour le titre du meilleur joueur EPCR de l'année 2023, finalement remporté par Grégory Alldritt. Avec le XV du Trèfle, il est convoqué en équipe d'Irlande par Andy Farrell pour disputer le Tournoi des Six Nations 2023. Il joue tous les matchs du tournoi en tant que titulaire et l'Irlande remporte la compétition en réalisant le Grand Chelem.
À l'issue de cette saison, il est nommé pour l'Oscar Europe aux Oscars du Midi olympique, récompensant le meilleur d'Europe de la saison,. Il est également présélectionné dans un groupe de 42 joueurs pour préparer la Coupe du monde 2023 avec son pays,.
En fin d'année 2023, il est récompensé lors des Prix World Rugby lorsqu'il est sélectionné dans le XV masculin de l'année.
En janvier 2024, il est sélectionné pour le Tournoi des Six Nations.
Durant la saison 2024-2025, il remporte la finale du United Rugby Championship en battant les Sud-Africains des Bulls sur le score de 32 à 7. Il s'agit du premier titre gagné par le Leinster depuis 2021, après de nombreuses finales perdues.

## Statistiques en équipe nationale
Au 2 mars 2025, Garry Ringrose compte 66 sélections dont 57 en tant que titulaire, depuis sa première sélection le 12 novembre 2016 face au Canada. Il inscrit 77 points, 15 essais et 1 transformation.

## Palmarès

### En province
- Leinster
  - Finaliste du Pro12 en 2016.
  - Vainqueur du Pro14/United Rugby Championship en 2018, 2019, 2020 et 2021 et 2025.
  - Vainqueur de la Coupe d'Europe en 2018.
  - Finaliste de la Coupe d'Europe/Champions Cup en 2019, 2022 et 2023.

### En sélection nationale
- Irlande
  - Vainqueur du Tournoi des Six Nations en 2018 (Grand Chelem), 2023 (Grand Chelem) et 2024.

### Distinctions personnelles
- Nommé pour le titre de meilleur espoir du rugby en 2014[27].
- Membre du XV masculin de l'année World Rugby en 2023